# Columbusplatz
Der Columbusplatz liegt in Favoriten, dem 10. Wiener Gemeindebezirk. Er wurde 1874, im Jahr, als Favoriten zum eigenen Bezirk wurde, nach dem Entdecker Amerikas, Christoph Kolumbus, benannt. Einer Originalquelle zufolge wurde der Platzname bereits 1864 festgelegt.

## Beschreibung und Charakteristik

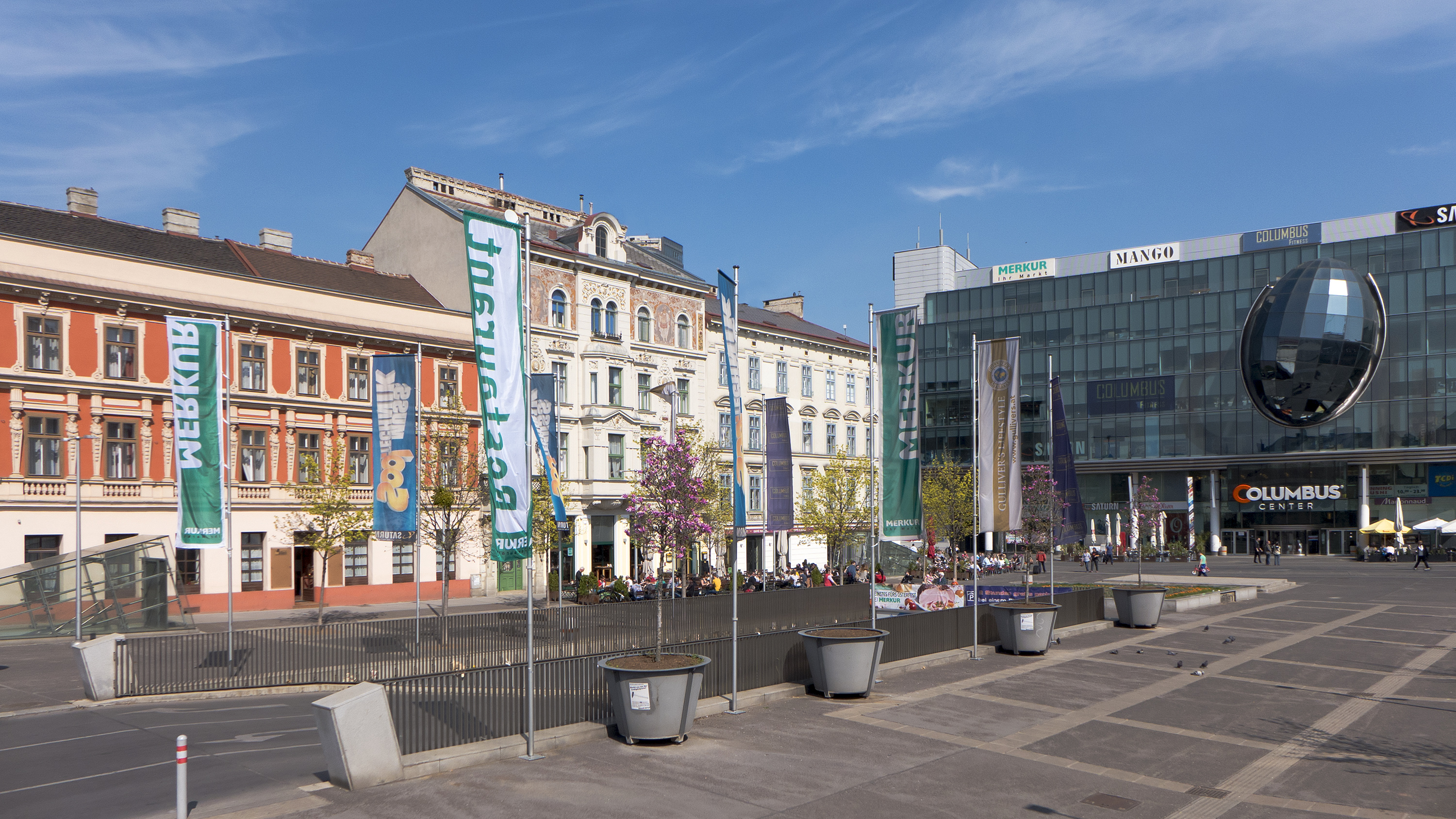
Columbusplatz gegen die Favoritenstraße

Der Columbusplatz liegt im ältesten Teil Favoritens zwischen Laxenburger Straße und Favoritenstraße (bis 1903  Himberger Straße). Er war ursprünglich ein Marktplatz, von dem die planmäßige Verbauung Favoritens ausging. Seit 2005 ist er Teil der Fußgängerzone Favoritenstraße, ebenso belebt wie diese, mit einigen Lokalen und dem Einkaufszentrum Columbuscenter. Auf dem Platz, gestaltet vom Architekten Luigi Blau, befinden sich Ruhegelegenheiten mit Sitzbänken und Springbrunnen sowie spärliche Begrünung, unter dem Platz liegt eine Tiefgarage mit Zufahrt von der Laxenburger Straße.
Vor dem hier 1971 einsetzenden U-Bahn-Bau verkehrten die Straßenbahnlinien O und 66 (beide südlich des Platzes in der Laxenburger Straße) sowie 67 (Favoritenstraße) über den Columbusplatz. Zwischen Südtiroler Platz und Columbusplatz fuhren alle drei Linien südwärts auf der Laxenburger Straße, nordwärts auf der Favoritenstraße. Auf dem Platz wurde in die passende Straße zur Weiterfahrt gewechselt. Vom Stadtzentrum kommende Garnituren konnten auf dem Platz auch Richtung Stadtzentrum wenden. Als 1978 nach Eröffnung der U1 letzte verbliebene Linie nützte der O-Wagen diese Gleisverbindungen bis 2003, als die Arbeiten zur Verkehrsfreimachung des Platzes begannen. Seit 2003 liegt das Gleis der Linie O auch nördlich des Platzes für die Fahrtrichtung Norden in der Laxenburger Straße, wo sich beim Columbusplatz nach wie vor eine Haltestelle befindet.
Richtung Süden zweigt in der Mitte des Platzes zwischen Laxenburger Straße und Favoritenstraße die schmale Columbusgasse ab, die parallel zur Laxenburger Straße bis zur Troststraße verläuft und 14 Häuserblöcke aufweist.

## Columbushof
Das wohl bemerkenswerteste historistische Wohnhaus des Bezirks aus der 2. Hälfte des 19. Jahrhunderts ist der Columbushof auf Nummer 6. Er wurde 1892 von den Architekten Josef und Anton Drexler erbaut und 1983 eingehend renoviert. Das repräsentative späthistoristische Zinshaus (= Haus mit Mietwohnungen) zeigt ungewöhnlich reichen Dekor. Das oberste Geschoß, unter dem Dach, ist mit Fassadenmalereien ausgestattet, die Bacchus und eine Figur in mittelalterlicher Tracht zeigen. In der Mitte des Gebäudes befinden sich Reliefmedaillons, die Columbus und den englischen Seefahrer Francis Drake darstellen. Weiters befinden sich auf der Fassade ein Bauherrenmonogramm, barockisierende Balkongitter und ein Schmiedeeisentor. Der Eingang wird von Atlanten flankiert.

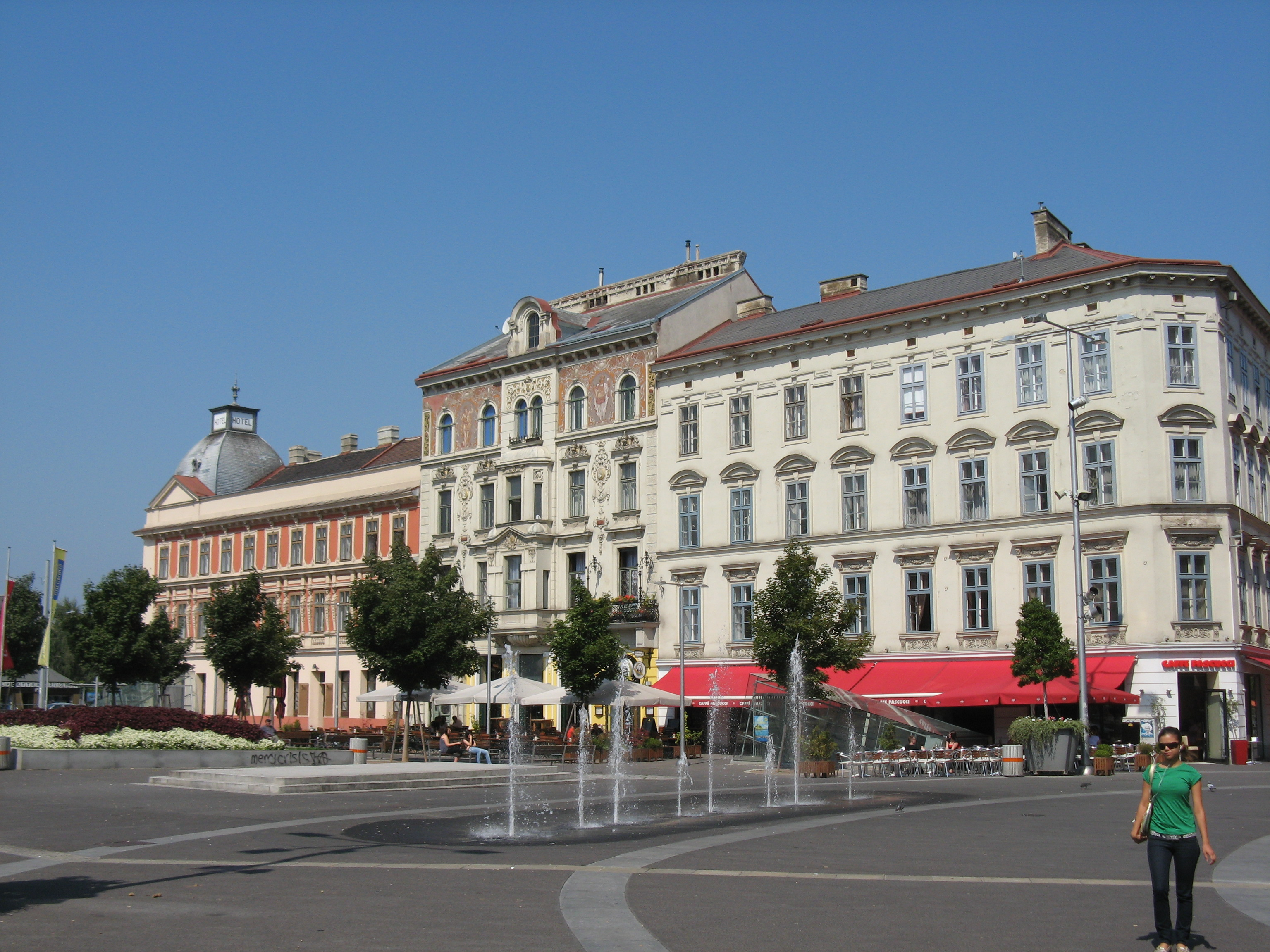
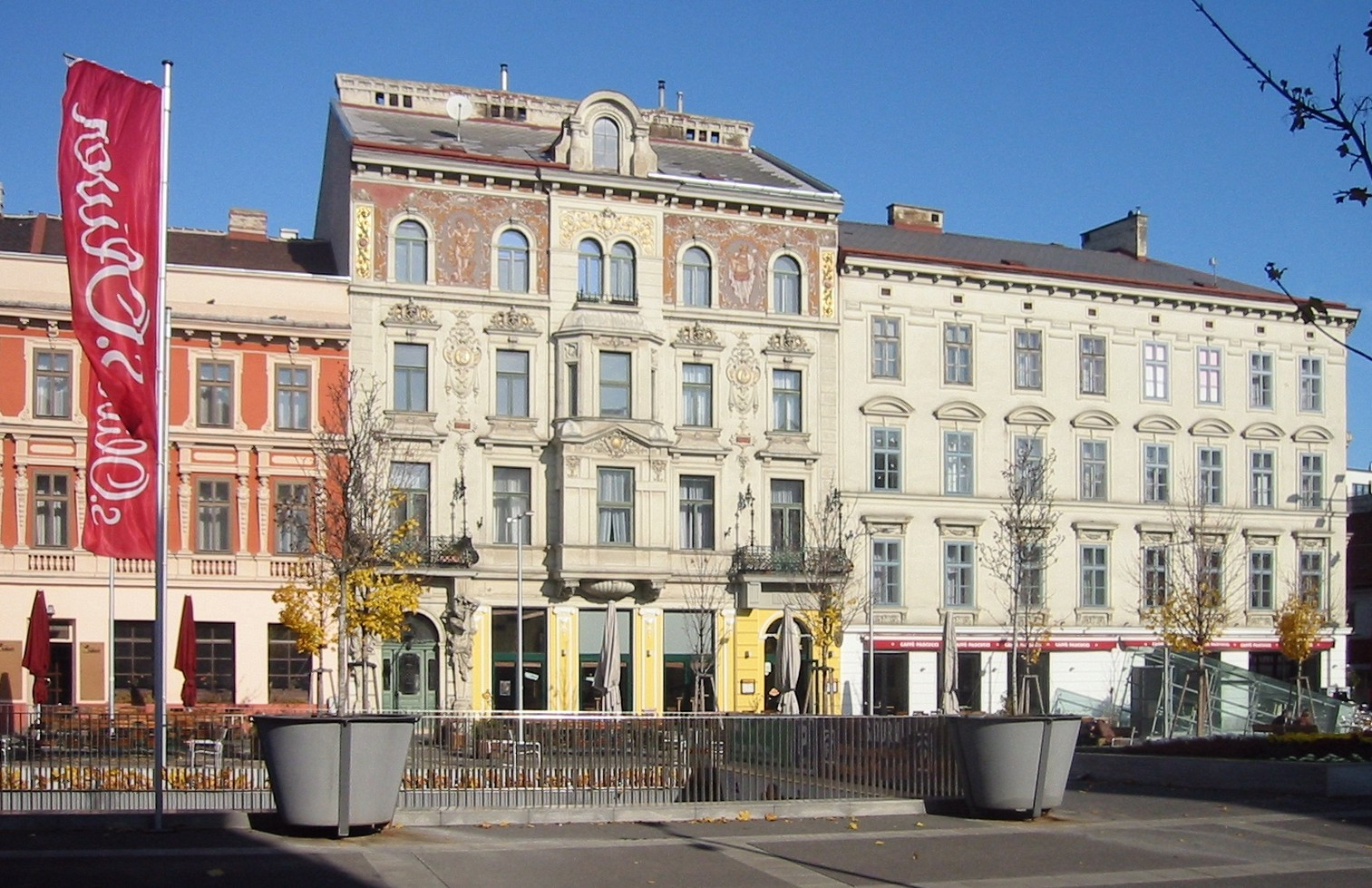
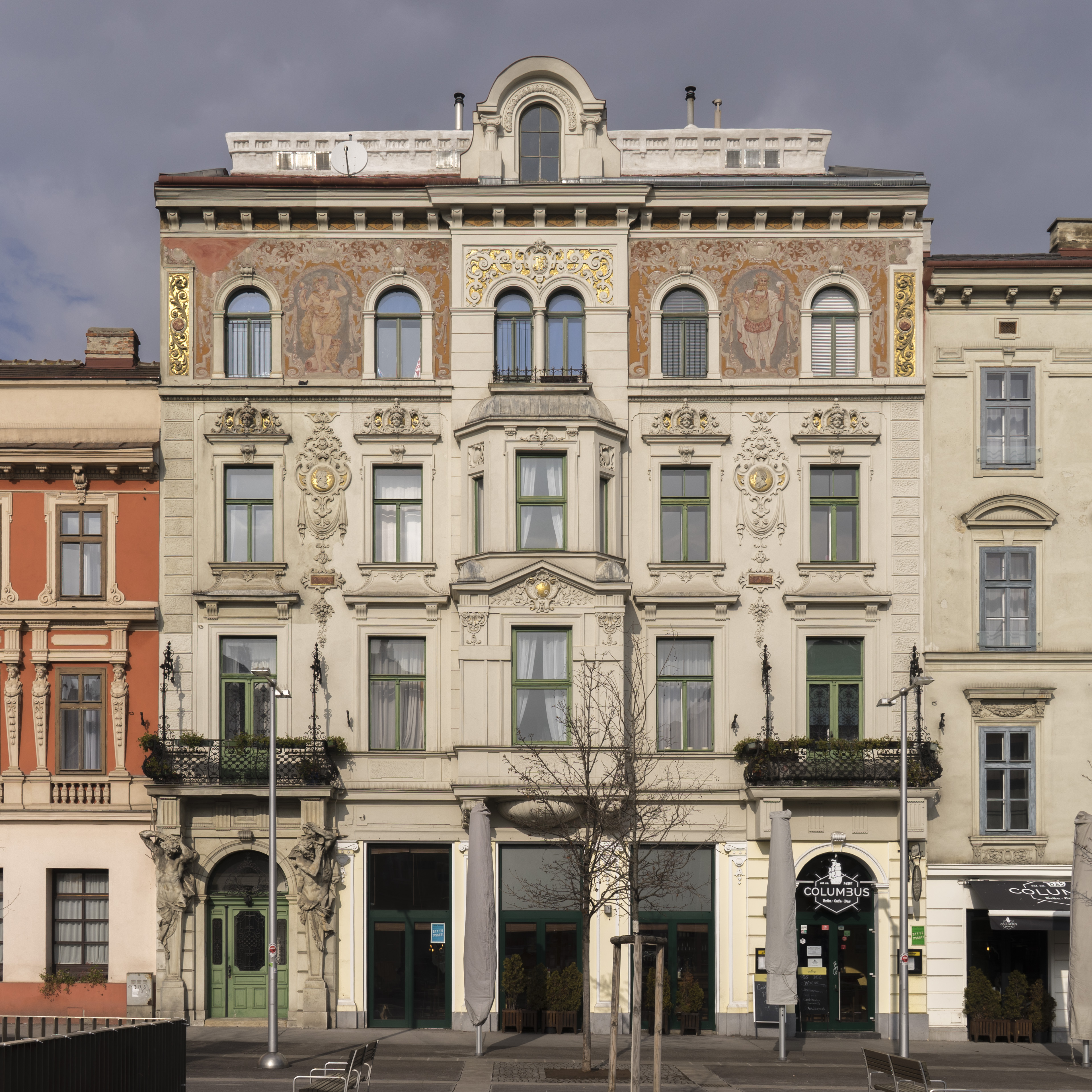
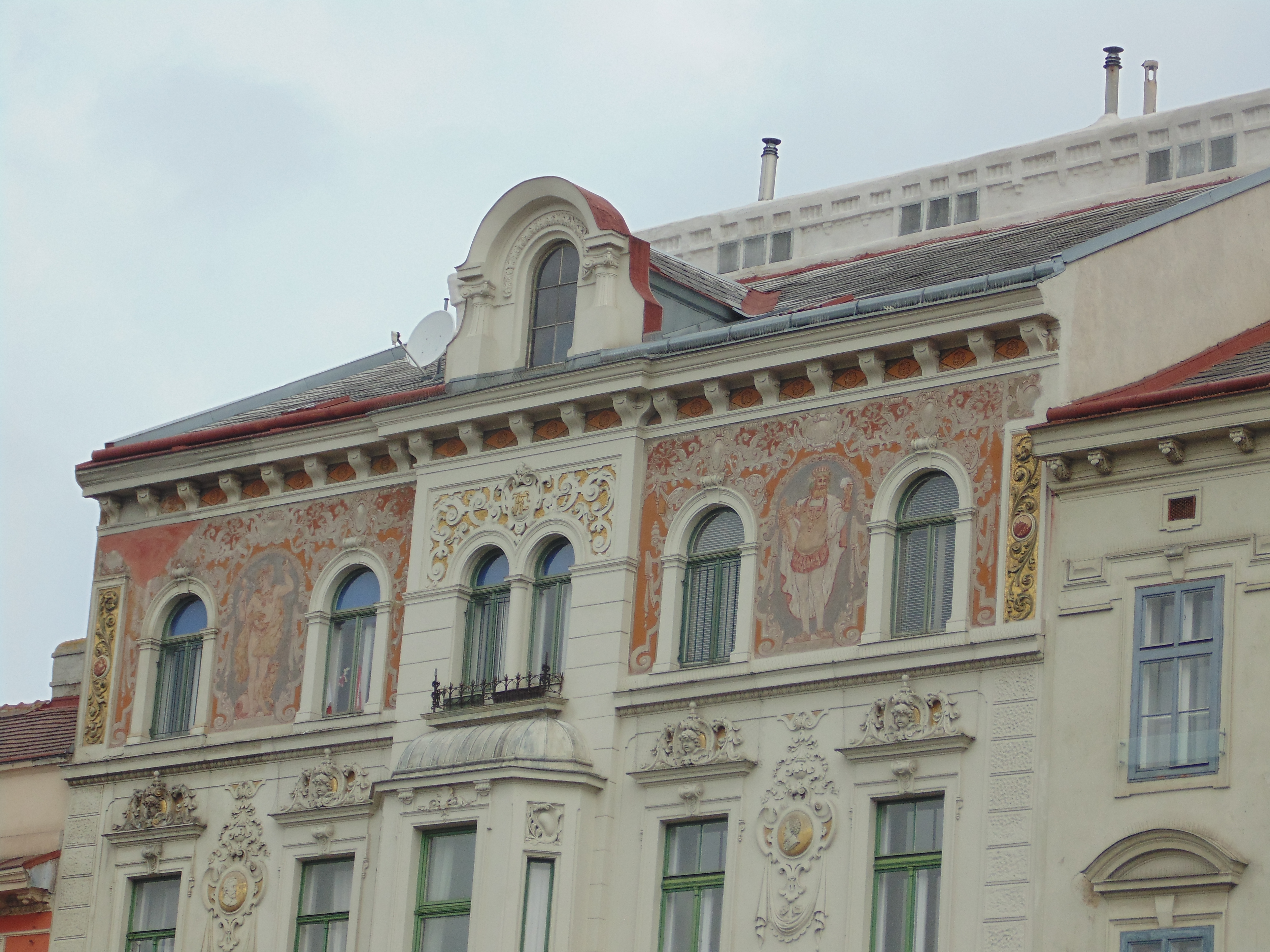
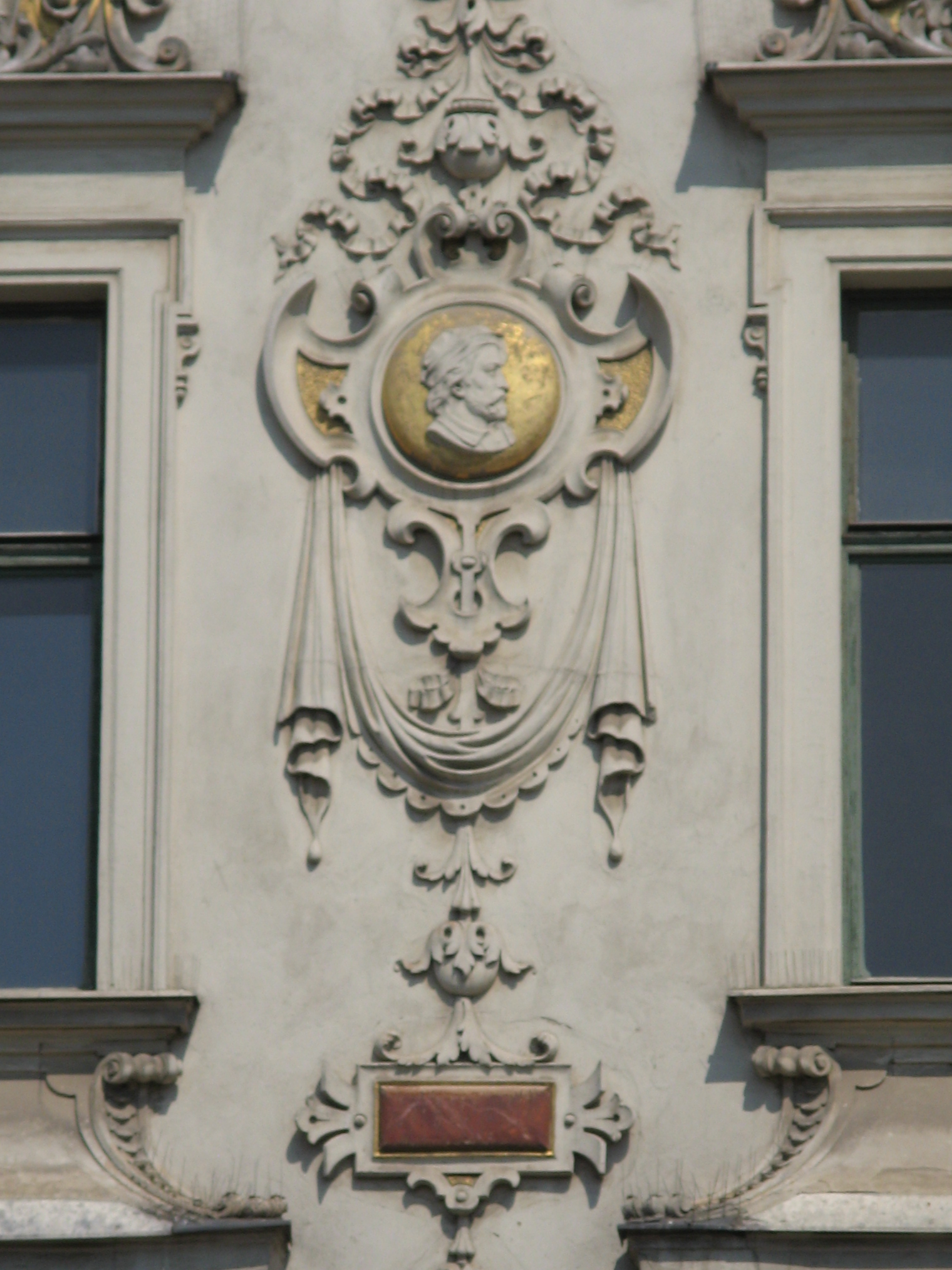
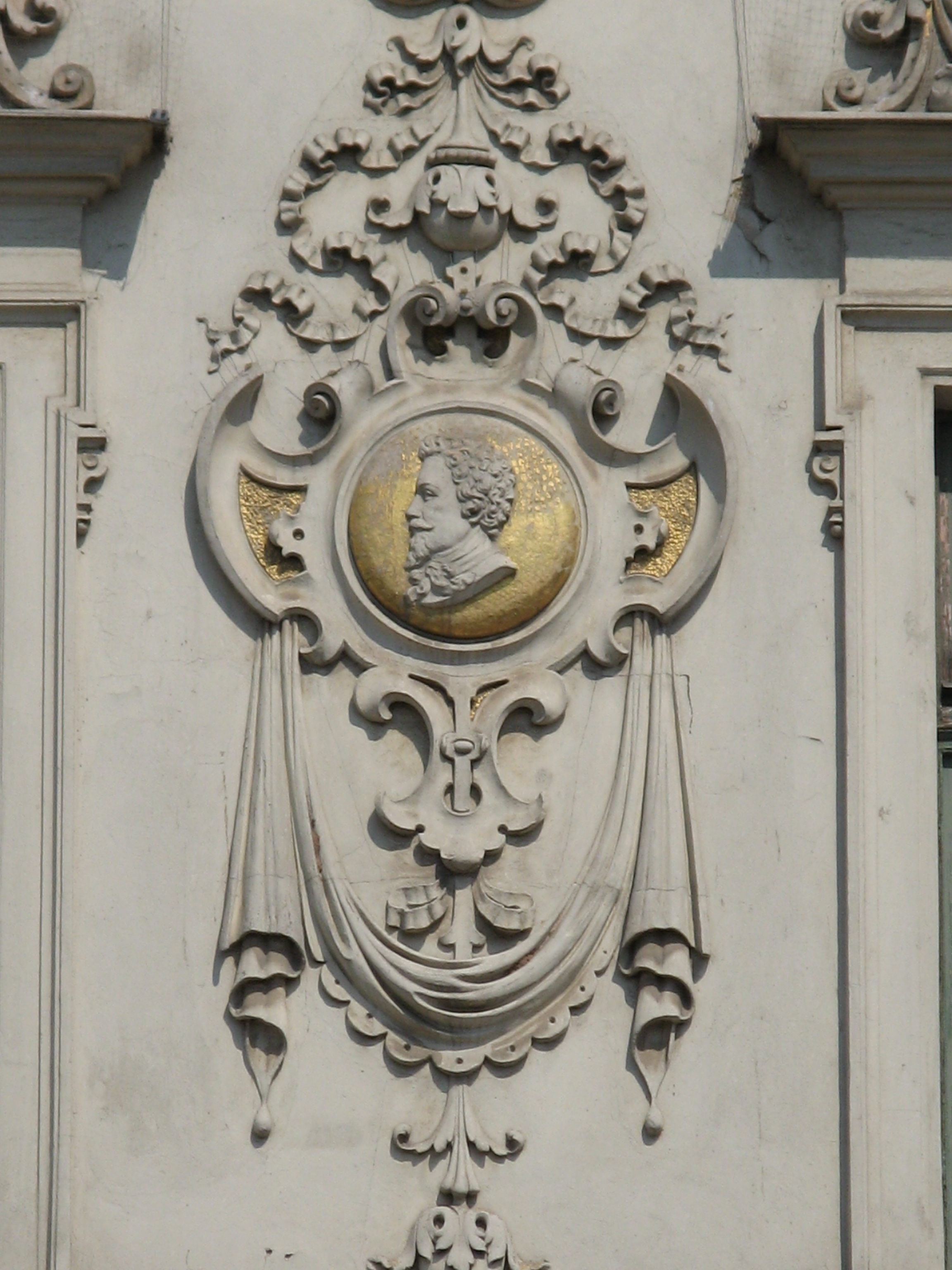
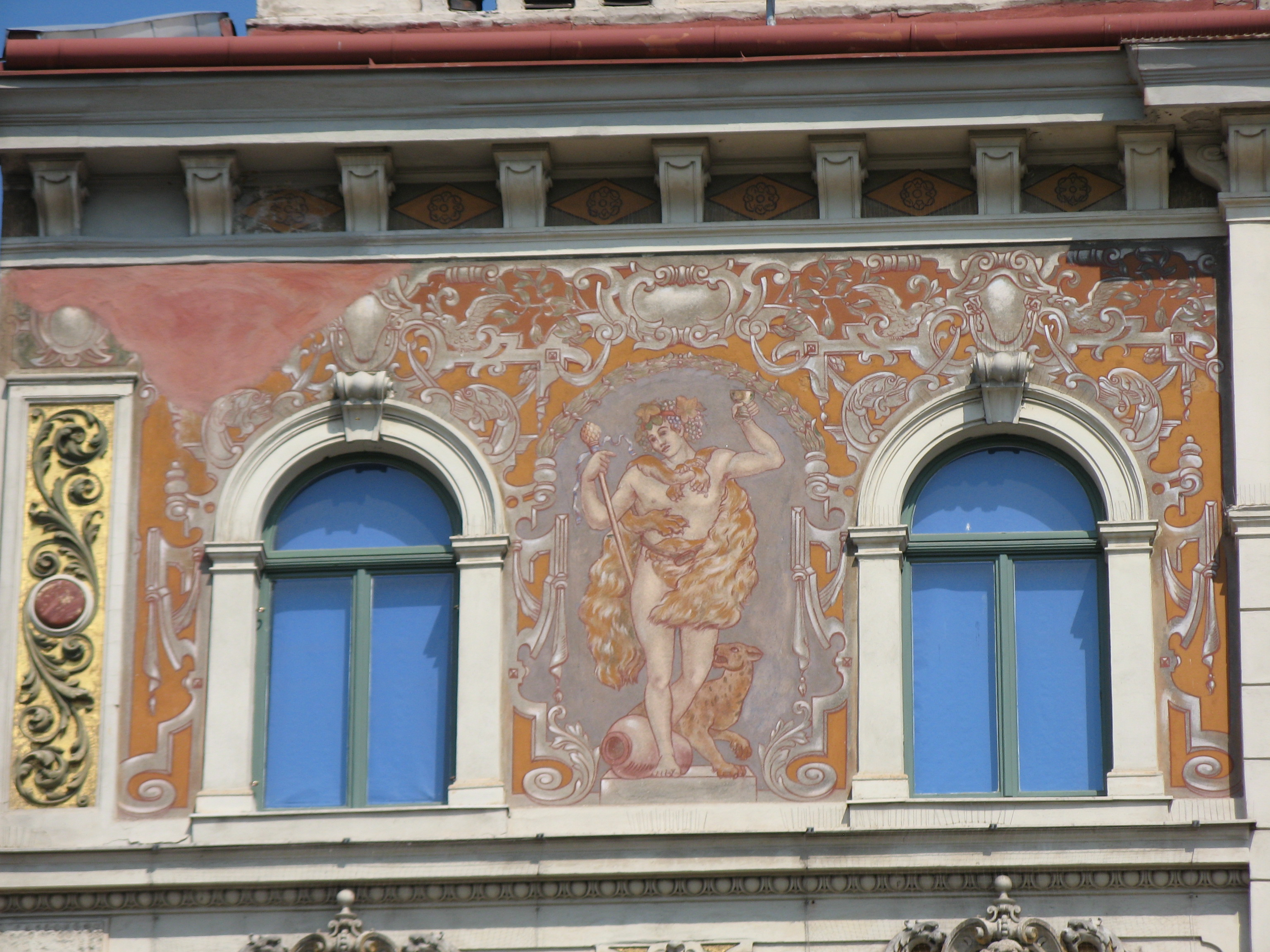
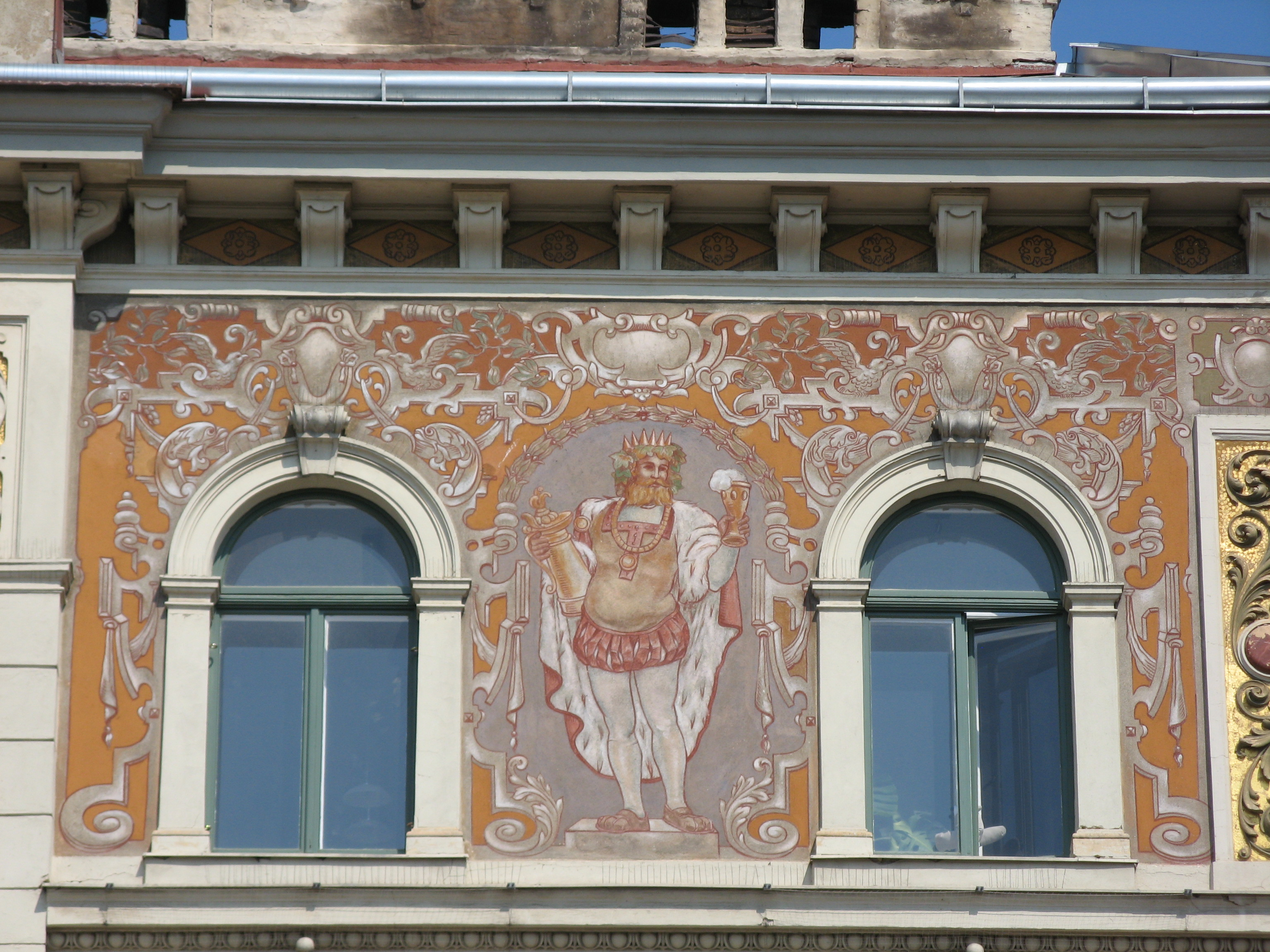